# Sparkasse Pregarten-Unterweißenbach
Die Sparkasse Pregarten-Unterweißenbach AG ist ein oberösterreichisches Bankunternehmen mit Sitz in Pregarten und Teil der Sparkassengruppe in Österreich. Sie entstand 1895 als Gemeindesparkasse. 1980 erfolgte die Fusion mit der Sparkasse Unterweißenbach. Die Sparkasse ist Mitglied des Kooperations- und Haftungsverbundes der österreichischen Sparkassen und des Österreichischen Sparkassenverbands. 

## Gründungsgeschichte
Zu Beginn der 1890er Jahre tauchte der Plan zur Gründung einer Sparkasse in Pregarten auf. Der damalige k.k. Bezirksrichter von Pregarten, Eugen R. von Massary, berief sämtliche Hausbesitzer des Marktes zu einer Sitzung ein. Am Sonntag, den 25. Juni 1893 beschlossen 32 Hausbesitzer einstimmig die Errichtung einer "Sparkasse der Marktkommune". Anfang November erfolgte auch im Kommunalausschuss ein Gründungsbeschluss für eine Sparkasse. Ende April 1894 erklärte sich die Gemeinde bereit, die Haftung zu übernehmen. Ende Juli erhielten die ausgearbeiteten Statuten die behördliche Genehmigung, die Eröffnung konnte Anfang Jänner 1895 gefeiert werden.

## Bauliche Entwicklung der Hauptanstalt
Das erste Sparkassenlokal befand sich im Haus Pregarten Nr. 12. 1899 übersiedelte die Sparkasse in das Gemeindehaus Nr. 10, wo sie eingemietet war. Im Jahr 1909 wurden die Häuser Nr. 53–55 erworben und das Amtslokal 1910 in den ersten Stock des Hauses Nr. 53 (heute "Böhm") verlegt. Das Jahr 1936 sah einen durch
den wachsenden Geschäftsumfang notwendig gewordenen kompletten Um- und Ausbau der Lokalität. 1956 wurde das "Altzinger Haus" Nr. 34 (heute Stadtplatz 20) gekauft und 1957 der Sparkassenbetrieb in diesem Haus aufgenommen. 1996 Eröffnung der neugebauten Hauptanstalt Stadtplatz Nr. 19.
2003 erfolgte die Umwandlung in eine AG und Einbringung der Aktien in eine Sparkassen-Privatstiftung.

## Förder- und Spendentätigkeit
Mit zahlreichen Sponsoringaktivitäten im Kultur-, Sport und Freizeitbereich nimmt die Sparkasse Pregarten-Unterweißenbach AG sowie die Sparkasse Pregarten-Unterweißenbach Privatstiftung gezielt gesellschaftliche Verantwortung wahr.